# 발로란트 챔피언스 투어 국제 리그
발로란트 챔피언스 투어 국제 리그(VALORANT Champions Tour International League)는 라이엇 게임즈에서 주최하는 발로란트 챔피언스 투어(VCT)의 국제 리그이다.

## 진행 방식
2023년 VCT 구조 개편 이후, 국제 리그는 3개의 권역으로 구분된다. 2024시즌을 앞두고 중국이 국제 리그의 4번째 권역으로 합류했다.
- 발로란트 챔피언스 투어 아메리카 리그 (Americas, VCT AMER)
- 발로란트 챔피언스 투어 EMEA 리그 (EMEA, VCT EMEA)
- 발로란트 챔피언스 투어 태평양 리그 (Pacific, VCT PAC)
- 발로란트 챔피언스 투어 차이나 리그 (China, VCT CN)

## 역대 대회 및 결과
| 연도 | 회차 | 대회                | 우승          | 우승      | 우승        | 우승            |
| 연도 | 회차 | 대회                | 아메리카 리그 | EMEA 리그 | 태평양 리그 | 차이나 리그     |
| ---- | ---- | ------------------- | ------------- | --------- | ----------- | --------------- |
| 2023 | 1    | 2023 시즌           | 라우드        | 팀 리퀴드 | 페이퍼 렉스 | 빈칸            |
| 2024 | 2    | 2024시즌 스테이지 1 | 100 씨브즈    | 프나틱    | 페이퍼 렉스 | 에드워드 게이밍 |
| 2024 | 3    | 2024시즌 스테이지 2 | 레비아탄      | 프나틱    | Gen.G       | 에드워드 게이밍 |

## 기록과 통계

### 권역별 국제 대회 최고 순위 기록
| 연도 | 대회                                            | 아메리카 리그 | 아메리카 리그 | EMEA 리그   | EMEA 리그 | 태평양 리그 | 태평양 리그 | 차이나 리그     | 차이나 리그 | 비고 |
| 연도 | 대회                                            | 팀명          | 순위          | 팀명        | 순위      | 팀명        | 순위        | 팀명            | 순위        | 비고 |
| ---- | ----------------------------------------------- | ------------- | ------------- | ----------- | --------- | ----------- | ----------- | --------------- | ----------- | ---- |
| 2023 | 발로란트 챔피언스 투어 2023 락인                | 라우드        | 준우승        | 프나틱      | 우승      | DRX         | 3위         | 빈칸            | 빈칸        |      |
| 2023 | 발로란트 챔피언스 투어 2023 마스터스            | 이블 지니어스 | 준우승        | 프나틱      | 우승      | 페이퍼 렉스 | 3위         | 빈칸            | 빈칸        |      |
| 2023 | 발로란트 챔피언스 2023                          | 이블 지니어스 | 우승          | 프나틱      | 4위       | 페이퍼 렉스 | 준우승      | 빈칸            | 빈칸        |      |
| 2024 | 발로란트 챔피언스 투어 2024 마스터스 스테이지 1 | 센티널즈      | 우승          | 카민 코프   | 6강       | Gen.G       | 준우승      | 에드워드 게이밍 | 6강         |      |
| 2024 | 발로란트 챔피언스 투어 2024 마스터스 스테이지 2 | G2 e스포츠    | 3위           | 팀 헤레틱스 | 준우승    | Gen.G       | 우승        | 에드워드 게이밍 | 8강         |      |
| 2024 | 발로란트 챔피언스 2024                          | ?             | ?위           | ?           | ?위       | ?           | ?위         | ?               | ?위         |      |

## 같이 보기
- 발로란트